# Remo nos Jogos Olímpicos de Verão de 2016 - Dois sem feminino
As provas do dois sem feminino nos Jogos Olímpicos de 2016 decorreram entre 6 e 11 de agosto na Lagoa Rodrigo de Freitas, Rio de Janeiro.

## Formato da competição
As competições de remo desenrolaram-se em formato de rondas, dependendo de quantas embarcações estavam inscritas. Cada regata teve um máximo de seis embarcações participantes, desenrolando-se ao longo de 2000 metros. No dois sem feminino, com 15 embarcações, as três primeiras de cada regata qualificatória seguiram diretamente para as semifinais A/B, e as restantes disputaram vagas adicionais na repescagem (apuraram as três primeiras de cada regata, as outras ficaram relegadas à final C). Nas semifinais A/B as melhores três de cada regata seguiram em frente para a final A (disputa pelas medalhas), e as restantes embarcações competiram na final B, discutindo as restantes posições.

## Medalhistas
O título olímpico foi conquistado na final pela dupla britânica, na frente das remadoras da Nova Zelândia (prata) e da Dinamarca (bronze).
|  | GBR Grã-Bretanha              |  | NZL Nova Zelândia               |  | DEN Dinamarca                        |
|  | Helen Glover Heather Stanning |  | Genevieve Behrent Rebecca Scown |  | Hedvig Rasmussen Anne Dsane Andersen |

## Calendário
Os horários são pelo fuso de Brasília (UTC−3).
| Data                       | Hora  | Ronda           |
| -------------------------- | ----- | --------------- |
| Segunda-feira, 8 de agosto | 12:30 | Qualificatórias |
| Terça-feira, 9 de agosto   | 11:10 | Repescagem      |
| Quinta-feira, 11 de agosto | 08:30 | Semifinais A/B  |
| Quinta-feira, 11 de agosto | 14:00 | Final C         |
| Sexta-feira, 12 de agosto  | 09:30 | Final B         |
| Sexta-feira, 12 de agosto  | 11:06 | Final A         |

## Resultados
Estes foram os resultados da competição:

### Qualificatórias
As três primeiras classificadas de cada regata seguiram para as semifinais, e as restantes para a ronda de repescagem.

#### Qualificatória 1
| Pos. | Remadoras                            | País              | Tempo   | Notas |
| ---- | ------------------------------------ | ----------------- | ------- | ----- |
| 1    | Helen Glover Heather Stanning        | GBR Grã-Bretanha  | 7:05.05 | SA/B  |
| 2    | Hedvig Rasmussen Anne Dsane Andersen | DEN Dinamarca     | 7:05.28 | SA/B  |
| 3    | Kerstin Hartmann Kathrin Marchand    | GER Alemanha      | 7:17.98 | SA/B  |
| 4    | Jennifer Martins Nicole Hare         | CAN Canadá        | 7:22.99 | R     |
| 5    | Aletta Jorritsma Karien Robbers      | NED Países Baixos | 7.23.10 | R     |

#### Qualificatória 2
| Pos. | Remadoras                       | País              | Tempo   | Notas |
| ---- | ------------------------------- | ----------------- | ------- | ----- |
| 1    | Genevieve Behrent Rebecca Scown | NZL Nova Zelândia | 7:09.23 | SA/B  |
| 2    | Lee-Ann Persse Kate Christowitz | RSA África do Sul | 7:11.29 | SA/B  |
| 3    | Zhang Min Miao Tian             | CHN China         | 7:15.66 | SA/B  |
| 4    | Noémie Kober Marie Le Nepvou    | FRA França        | 7:26.28 | R     |
| 5    | Alena Furman Ina Nikulina       | BLR Bielorrússia  | 7.35.23 | R     |

#### Qualificatória 3
| Pos. | Remadoras                          | País               | Tempo   | Notas |
| ---- | ---------------------------------- | ------------------ | ------- | ----- |
| 1    | Felice Mueller Grace Luczak        | USA Estados Unidos | 7:05.14 | SA/B  |
| 2    | Anna Boada Aina Cid                | ESP Espanha        | 7:12.00 | SA/B  |
| 3    | Anna Wierzbowska Maria Wierzbowska | POL Polônia        | 7:12.82 | SA/B  |
| 4    | Alessandra Patelli Sara Bertolasi  | ITA Itália         | 7:13.06 | R     |
| 5    | Mădălina Bereș Laura Oprea         | ROU Romênia        | 7.18.16 | R     |

### Repescagem
As três primeiras de cada regata também se qualificaram para as semifinais, e as outras embarcações seguiram para a final "C".

#### Repescagem 1
| Pos. | Remadoras                         | País              | Tempo   | Notas |
| ---- | --------------------------------- | ----------------- | ------- | ----- |
| 1    | Mădălina Bereș Laura Oprea        | ROU Romênia       | 7:55.25 | SA/B  |
| 2    | Alessandra Patelli Sara Bertolasi | ITA Itália        | 7:58.89 | SA/B  |
| 3    | Noémie Kober Marie Le Nepvou      | FRA França        | 7:59.44 | SA/B  |
| 4    | Jennifer Martins Nicole Hare      | CAN Canadá        | 8:01.09 | FC    |
| 5    | Aletta Jorritsma Karien Robbers   | NED Países Baixos | 8:03.07 | FC    |
| 6    | Alena Furman Ina Nikulina         | BLR Bielorrússia  | 8:07.16 | FC    |

### Semifinais
As três primeiras de cada regata qualificaram-se para a final "A" (disputa pelas medalhas), e as restantes ficaram relegadas à final "B".

#### Semifinal 1
| Pos. | Remadoras                          | País               | Tempo   | Notas |
| ---- | ---------------------------------- | ------------------ | ------- | ----- |
| 1    | Helen Glover Heather Stanning      | GBR Grã-Bretanha   | 7:18.69 | FA    |
| 2    | Felice Mueller Grace Luczak        | USA Estados Unidos | 7:20.93 | FA    |
| 3    | Lee-Ann Persse Kate Christowitz    | RSA África do Sul  | 7:24.03 | FA    |
| 4    | Mădălina Bereș Laura Oprea         | ROU Romênia        | 7:29.20 | FB    |
| 5    | Anna Wierzbowska Maria Wierzbowska | POL Polônia        | 7:39.12 | FB    |
| 6    | Alessandra Patelli Sara Bertolasi  | ITA Itália         | 7:45.44 | FB    |

#### Semifinal 2
| Pos. | Remadoras                            | País              | Tempo   | Notas |
| ---- | ------------------------------------ | ----------------- | ------- | ----- |
| 1    | Hedvig Rasmussen Anne Dsane Andersen | DEN Dinamarca     | 7:27.56 | FA    |
| 2    | Genevieve Behrent Rebecca Scown      | NZL Nova Zelândia | 7:29.67 | FA    |
| 3    | Anna Boada Aina Cid                  | ESP Espanha       | 7:30.79 | FA    |
| 4    | Zhang Min Miao Tian                  | CHN China         | 7:30.90 | FB    |
| 5    | Kerstin Hartmann Kathrin Marchand    | GER Alemanha      | 7:39.79 | FB    |
| 6    | Noémie Kober Marie Le Nepvou         | FRA França        | 7:44.81 | FB    |

### Finais

#### Final C
| Pos. | Remadoras                       | País              | Tempo   | Notas |
| ---- | ------------------------------- | ----------------- | ------- | ----- |
| 1    | Aletta Jorritsma Karien Robbers | NED Países Baixos | 8:23.61 |       |
| 2    | Jennifer Martins Nicole Hare    | CAN Canadá        | 8:26.03 |       |
| 3    | Alena Furman Ina Nikulina       | BLR Bielorrússia  | 8:32.54 |       |

#### Final B
| Pos. | Remadoras                          | País         | Tempo   | Notas |
| ---- | ---------------------------------- | ------------ | ------- | ----- |
| 1    | Zhang Min Miao Tian                | CHN China    | 7:17.12 |       |
| 2    | Kerstin Hartmann Kathrin Marchand  | GER Alemanha | 7:18.57 |       |
| 3    | Mădălina Bereș Laura Oprea         | ROU Romênia  | 7:19.63 |       |
| 4    | Anna Wierzbowska Maria Wierzbowska | POL Polônia  | 7:21.53 |       |
| 5    | Alessandra Patelli Sara Bertolasi  | ITA Itália   | 7:24.51 |       |
| 6    | Noémie Kober Marie Le Nepvou       | FRA França   | 7:26.55 |       |

#### Final A
| Pos.              | Remadoras                            | País               | Tempo   | Notas |
| ----------------- | ------------------------------------ | ------------------ | ------- | ----- |
| Medalha de ouro   | Helen Glover Heather Stanning        | GBR Grã-Bretanha   | 7:18.29 |       |
| Medalha de prata  | Genevieve Behrent Rebecca Scown      | NZL Nova Zelândia  | 7:19.53 |       |
| Medalha de bronze | Hedvig Rasmussen Anne Dsane Andersen | DEN Dinamarca      | 7:20.71 |       |
| 4                 | Felice Mueller Grace Luczak          | USA Estados Unidos | 7:24.77 |       |
| 5                 | Lee-Ann Persse Kate Christowitz      | RSA África do Sul  | 7:28.50 |       |
| 6                 | Anna Boada Aina Cid                  | ESP Espanha        | 7:35.22 |       |